# TC Rot-Weiß Worms
Der Tennis-Club Rot-Weiß Worms ist ein Tennisverein, dessen Tennisanlage im Stadtteil Hochheim der Stadt Worms am Rhein liegt. Die 1. Herrenmannschaft spielte 1997, 1998 und 2001 in der 2. Tennis-Bundesliga. Cheftrainer des Vereins ist der ehemalige Bundesliga-Spieler Franz Stauder.

## Beschreibung

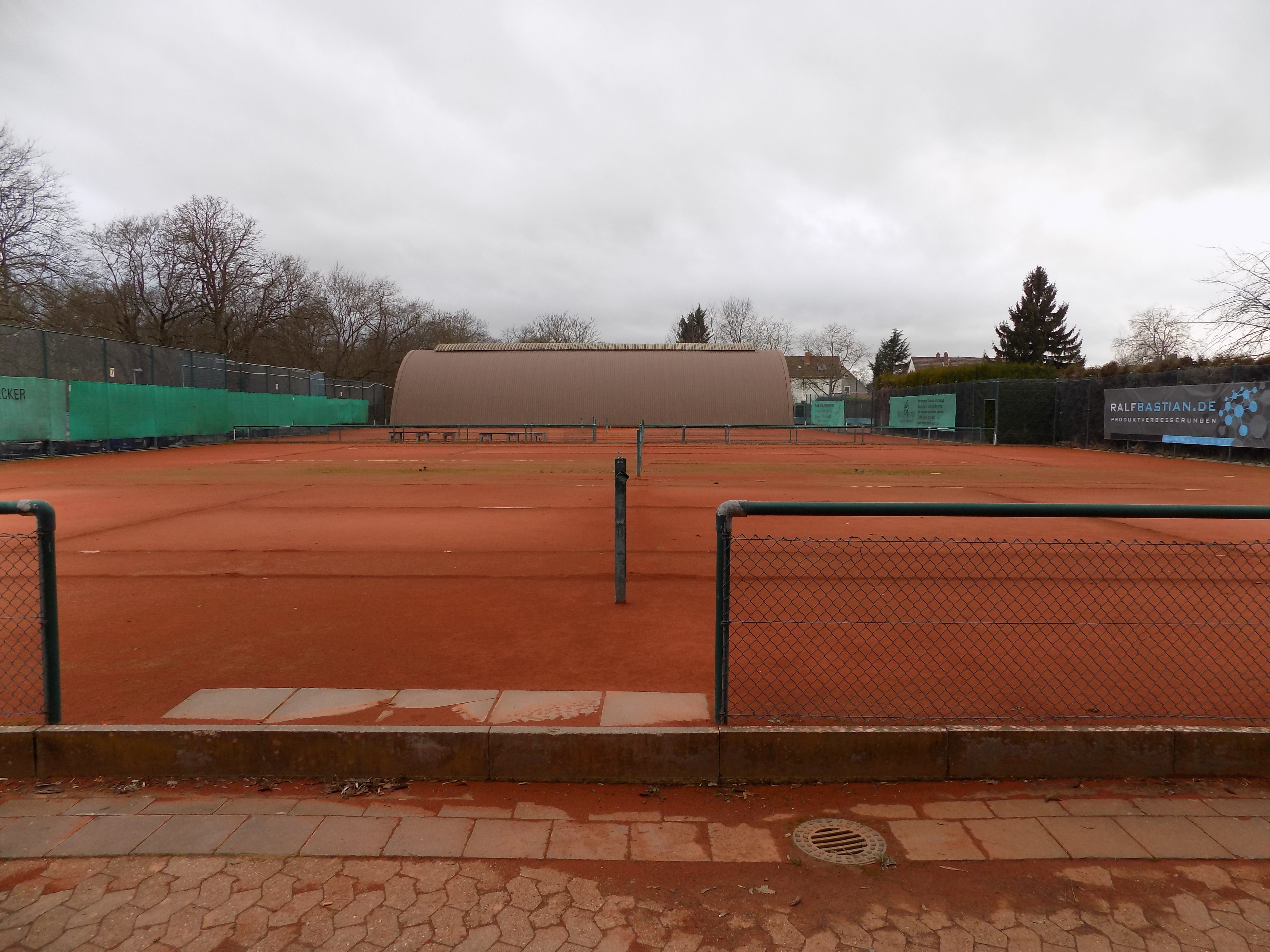
Sandplätze des TC Rot-Weiß (im Hintergrund die Tennishalle)

Der im Jahre 1929 gegründete Verein befindet sich in direkter Nähe zum Pfrimmpark an der Binger Straße. Er verfügt über neun Sandplätze und einen Hartplatz. Eine im Jahre 1980 erstellte Tennishalle ist angegliedert, wird aber nicht mehr genutzt. Im selben Jahr wurde die Vereinszeitung „Doppelfehler“, die bis heute erscheint, das erste Mal herausgegeben. Seit dem Jahr 2020 betreibt der Tennisclub eine 3-Feld-Tennishalle mit angegliederter 2-Feld-Soccerhalle in Worms-Pfeddersheim.

## Geschichte
Der heute genutzte Platz war nach mehreren Bombentreffern im Zweiten Weltkrieg stark beschädigt. 1949 konnte die Anlage, zunächst mit sechs Sandplätzen, wieder in Betrieb genommen werden.